# Chuquiraga
Genre
Classification phylogénétique
Chuquiraga, aussi orthographié Chuquiragua, est un genre de plante à fleurs de la famille des Asteraceae. Ce sont des plantes buissonnantes des Andes d'Amérique du sud.

## Liste d'espèces
Selon NCBI (12 juin 2010) :
- Chuquiraga aurea
- Chuquiraga avellanedae
- Chuquiraga erinacea
- Chuquiraga jussieui (en)
- Chuquiraga morenonis
- Chuquiraga oblongifolia
- Chuquiraga oppositifolia
- Chuquiraga parviflora
- Chuquiraga ruscifolia
- Chuquiraga spinosa
  - sous-espèce Chuquiraga spinosa subsp. rotundifolia
- Chuquiraga ulicina
  - sous-espèce Chuquiraga ulicina subsp. acicularis
  - sous-espèce Chuquiraga ulicina subsp. ulicina
- Chuquiraga weberbaueri